# Leptepania lantauensis
Leptepania lantauensis är en skalbaggsart som beskrevs av Hayashi 1982. Leptepania lantauensis ingår i släktet Leptepania och familjen långhorningar. Inga underarter finns listade i Catalogue of Life.